# Ван Мянь
Ван Мянь (кит. 王冕, пиньинь Wáng Miǎn, 1287—1359) — китайский художник и поэт времён империи Юань.

## Биография
Родился в 1287 году в уезде Чжуцзи. Происходил из бедной сельской семьи. Он часто пытался поступить в местную школу, чтобы послушать уроки. Не имея денег на собственный светильник, он проводил ночи в буддийском храме, учась при свете масляных ламп. В конечном итоге отец выгнал его из дома, когда тот не смог найти потерявшегося ягненка. Но он не пал духом. Усердно учась, со временем он стал известен своей образованностью и работал сельским учителем. Позже Ван Мянь начал зарабатывать себе на жизнь живописью. После того как армия Чжу Юаньчжана в 1359 году захватила Чжуцзи, последовал приказ, которым Ван Мянь объявлялся художником, проникнутым национальным и патриотическим духом, советником правительства. Однако вскоре художник умер.

## Творчество
Крупнейшие достижения имел в жанре «цветы и птицы», чаще всего изображая сливу. В этом он достиг большого мастерства и утонченности. Своему опыту в рисовании сливы Ван Мянь посвятил специальный трактат «Управление сливой», где раскрывает технику изображения ветвей и цветов сливы. Также в его активе есть свитки с изображением бамбука и скал.
Также Ван Мянь известен как поэт. Часто свои картины сопровождал собственными стихами. В основном в них подается описание природы, чувств автора при наблюдении за ней. Впрочем через изображение пейзажа в рифме Ван Мянь пытался продемонстрировать свои политические взгляды, которые были враждебны монголам из империи Юань. Примером этого является стихотворение «Цветы сливы», где присутствует намек на наступление войск Чжу Юаньчжана: Резкие порывы западных ветров,

Что людей валили, поднимали пыль.

Как орда, замерзли Под Великой Стеной, — То весна, надежда,

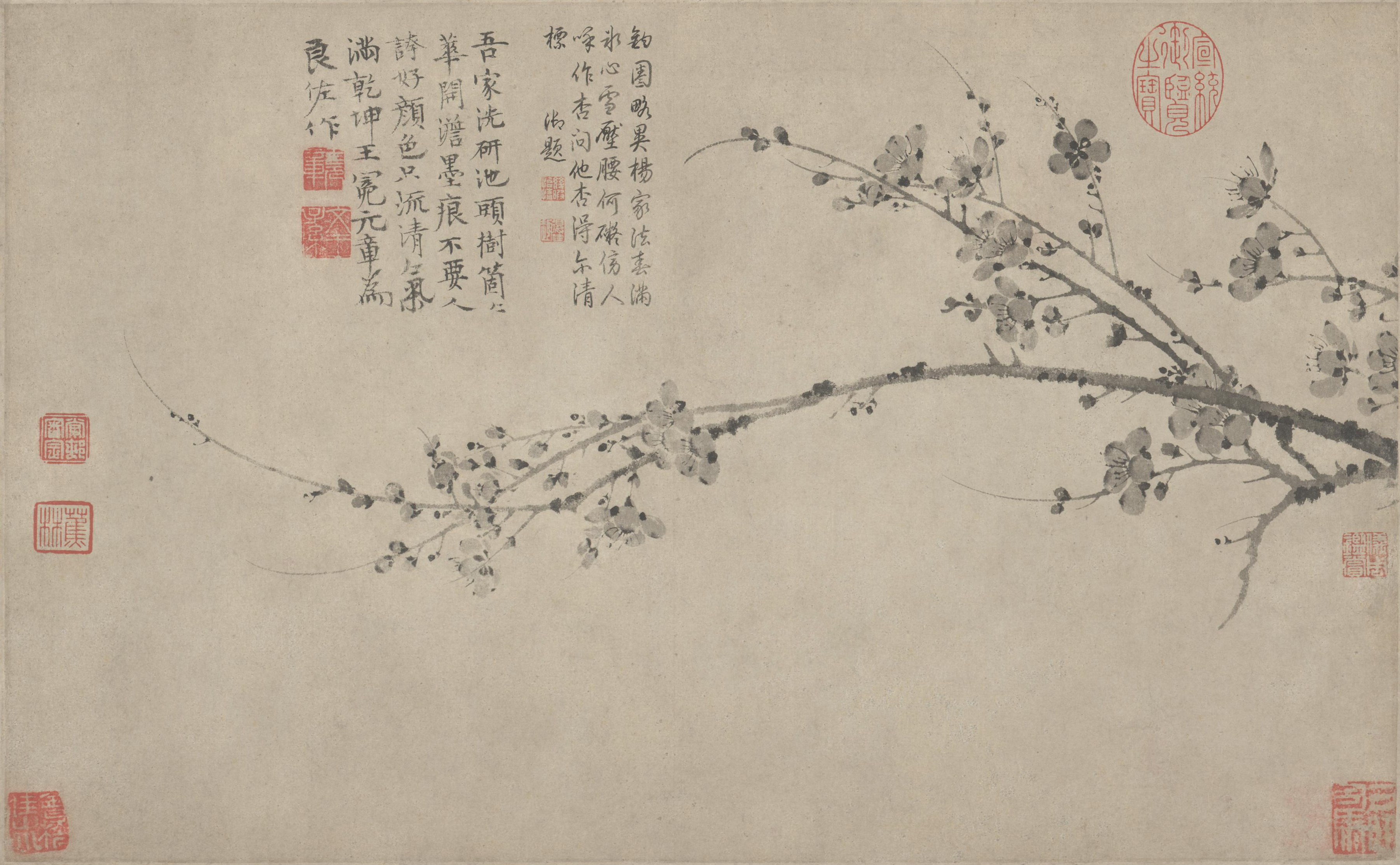
Ван Мянь. Ветка сливы

На юг от Янцзы.